# Free-to-play
Free-to-play (englisch für ‚kostenlos spielbar‘; alternative Schreibweisen: Free2Play, F2P) ist ein Geschäftsmodell in der Computerspielbranche. Es beschreibt Computerspiele, bei denen mindestens die grundlegenden Spielinhalte kostenlos genutzt werden können. Der Hersteller verdient meist an Werbung und kostenpflichtigen Zusatzangeboten, die dem Spieler Vorteile gegenüber anderen Spielern verschaffen, das Spiel für den Spieler individualisieren oder vom Hersteller geschaltete Werbung entfernen.

## Geschäftsmodell
Die Grundfunktionen des Spiels sind generell kostenlos und stehen jedem Nutzer offen. Umsatz erzielen die Anbieter dieser Spiele oftmals über Werbung oder kostenpflichtige Zusatzangebote für das Spiel. Darunter fallen Premium-Mitgliedschaften oder auch die Möglichkeit das Erscheinungsbild der Spielfigur (Avatar) zu individualisieren, indem virtuelle Güter wie Rüstungen, Waffen oder Fortbewegungsmittel gekauft werden.
Ein häufiges Modell hierfür ist der Erwerb eines Guthabens in einer anbieter- oder spielspezifischen Pseudowährung, mit dem die Zusatzangebote bezahlt werden. Der Wechselkurs von Echtgeld zu virtueller Spielwährung wird dabei vom Spielanbieter festgelegt. Häufig findet man in einem Free-to-play-Spiel auch mehrere verschiedene virtuelle Spielwährungen vor. Die eine Sorte von virtuellen Spielwährungen kann von jedem Spieler für Transaktionen im Spiel verwendet werden. Die zweite Sorte von virtuellen Spielwährungen dient dazu, die kostenpflichtigen Zusatzangebote zu bezahlen.
Spezialisierte Anbieter von Online-Spielen wie Bigpoint, Gameforge, Gamigo, Goodgame Studios, Supercell oder Zynga setzen mit ihren Produkten weitgehend auf das Free-to-play-Modell. Doch auch Publisher von Vollpreisprodukten wie Electronic Arts und Ubisoft erweiterten ihr Angebot zunehmend mit entsprechenden Angeboten. Mehrere bereits länger bestehende Online-Spiele mit verpflichtenden Monatsgebühren wie beispielsweise Dungeons & Dragons Online, Star Wars: The Old Republic oder APB: All Points Bulletin wurden meist als Folge niedriger Abonnentenzahlen respektive hinter den Erwartungen gebliebener Einnahmen nachträglich auf ein Free-to-play-Modell umgestellt.
In Deutschland erzielte die Spielebranche nach Angaben des Bundesverbandes Interaktive Unterhaltungssoftware 2014 mit virtuellen Gütern und Zusatzinhalten einen Umsatz von 477 Millionen Euro. Im Jahr 2015 stieg dieser Umsatz auf 562 Millionen Euro an. Damit konnte die Spielebranche einen Umsatzzuwachs von insgesamt 18 Prozent innerhalb eines Jahres erzielen. In einer Zwischenbilanz 2012 prognostizierte BIU-Geschäftsführer Maximilian Schenk zudem eine langfristige Abschwächung bei Geschäftsmodellen mit Abonnements zugunsten von Free-to-play.
Das Gegenmodell zu Free-to-play ist Pay-to-play, das dem Spieler für den Zugang zum Spiel eine Zahlung abverlangt. Zwischen Free-to-play und Pay-to-play gibt es zahlreiche Mischformen, darunter z. B. Shareware, Demos oder kostenlose Basisspiele mit kostenpflichtigen Add-ons.

## Rezeption

### Bevorteilung zahlender Spieler
In Spielerkreisen werden Free-to-play-Spiele mitunter mit der spöttischen Bezeichnung Pay-to-win (englisch für ‚zahle, um zu gewinnen‘) versehen. Viele Spiele sind zwar ohne Einsatz echten Geldes spielbar, kosten aber viel Zeit, sind mit kostenlosen Mitteln schwerer zu gewinnen oder bieten Nachteile im Wettkampf. Teilweise gehen Anbieter so weit, essentielle Gegenstände nur noch gegen echtes Geld anzubieten. Die Kosten sind durch die Umrechnung in eine Spielwährung oftmals schwer zu kalkulieren, wodurch ein zusätzlicher Anreiz gegeben ist, potenziell mehr Geld auszugeben. Mehrfache Investitionen in Spielwährung können leicht den Preis eines Pay-to-Play-Spiels übersteigen.

### Prozess über gezielte Werbeansprache von Kindern
Kritiker bemängeln, dass sich Free-to-play-Spiele auch unter Kindern und Jugendlichen großer Beliebtheit erfreuen und diese zu hohen Ausgaben verleiten. In Deutschland kam es daher am Beispiel Runes of Magic zur gerichtlichen Auseinandersetzung zwischen dem Verbraucherzentrale Bundesverband (vzbv) und dem Karlsruher Anbieter Gameforge. Nach einem Versäumnisurteil des Bundesgerichtshofs (BGH) im Juli 2013 ist eine direkt an Kinder gerichtete In-Game-Werbung unzulässig, wenn diese konkret zur Investition von Geld auffordert. Kritisiert wurden vom Gericht Ansprachen in der zweiten Person Singular (Duzen) und Formulierungen wie „Schnapp Dir die günstige Gelegenheit und verpasse Deiner Rüstung & Waffen das gewisse Etwas“, die laut Gericht gegen § 3 UWG (Verbot unlauterer geschäftlicher Handlungen) verstießen. Kritisiert wurde das Urteil vom Bundesverband der Computerspielindustrie, da die vertraute Anrede für die Spielebranche generell kennzeichnend sei und daher nicht allein auf Kinder abziele. Gameforge legte Einspruch gegen das Urteil ein, im September 2014 bestätigte der BGH jedoch seine vorhergehende Entscheidung. Im Februar 2015 veröffentlichte der Fachverband Medienabhängigkeit dazu Handlungsempfehlungen.
Anfang 2021 wurde in den Vereinigten Staaten Klage gegen Epic Games erhoben. Hintergrund ist eine Untersuchung von zwei Ökonomen der Europa-Universität Viadrina, die ermittelt hat, dass die dem Videospiel Fortnite zugrundeliegenden Geschäftsmodellmuster unter anderem eine Geldwertillusion schaffen, die gerade für junge Menschen häufig nicht richtig einzuordnen ist.